# Douaumont-Vaux
Douaumont-Vaux is een gemeente in het Franse departement Meuse in de regio Grand Est. De plaats maakt deel uit van het arrondissement Verdun.
De gemeente is op 1 januari 2019 gevormd door de fusie van de gemeenten Douaumont en Vaux-devant-Damloup. Met 81 inwoners (2016) is Douaumont-Vaux de commune nouvelle met de minste inwoners.

## Geografie
De oppervlakte van Douaumont-Vaux bedraagt 12,7 km², de bevolkingsdichtheid is 6,4 inwoners per km².
De onderstaande kaart toont de ligging van Douaumont-Vaux met de belangrijkste infrastructuur en aangrenzende gemeenten.

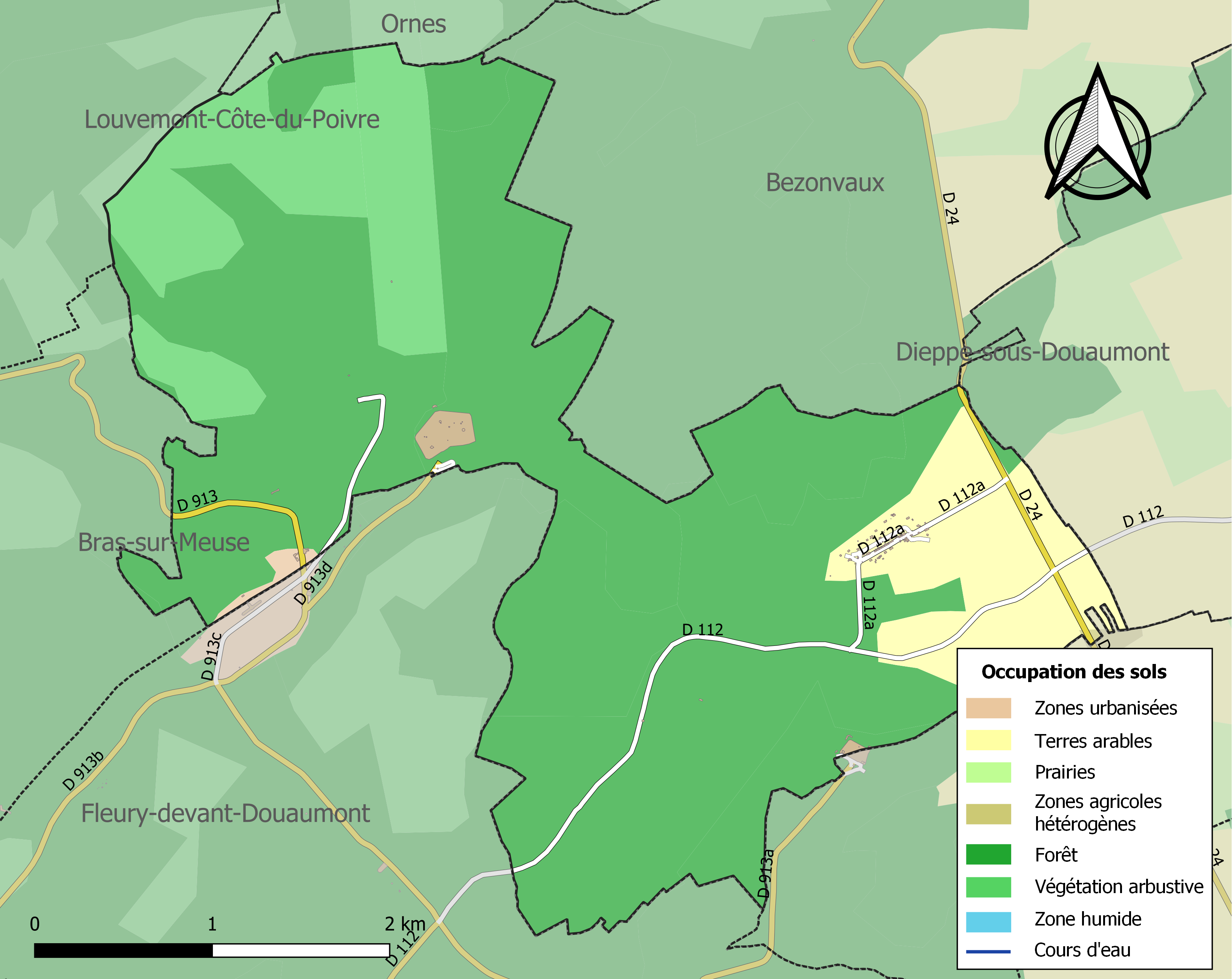

## Geschiedenis
In en rondom Verdun is in de Eerste Wereldoorlog heftig gevochten. Zowel Douaumont als Vaux-devant-Damloup zijn hierbij verwoest en de forten Douaumont en Vaux lagen midden in de frontlinies. De meeste inwoners van de gemeente (74 van de 81) wonen in de hoofdplaats Vaux-devant-Damloup, dat in tegenstelling tot Douaumont na de oorlog heropgebouwd is.

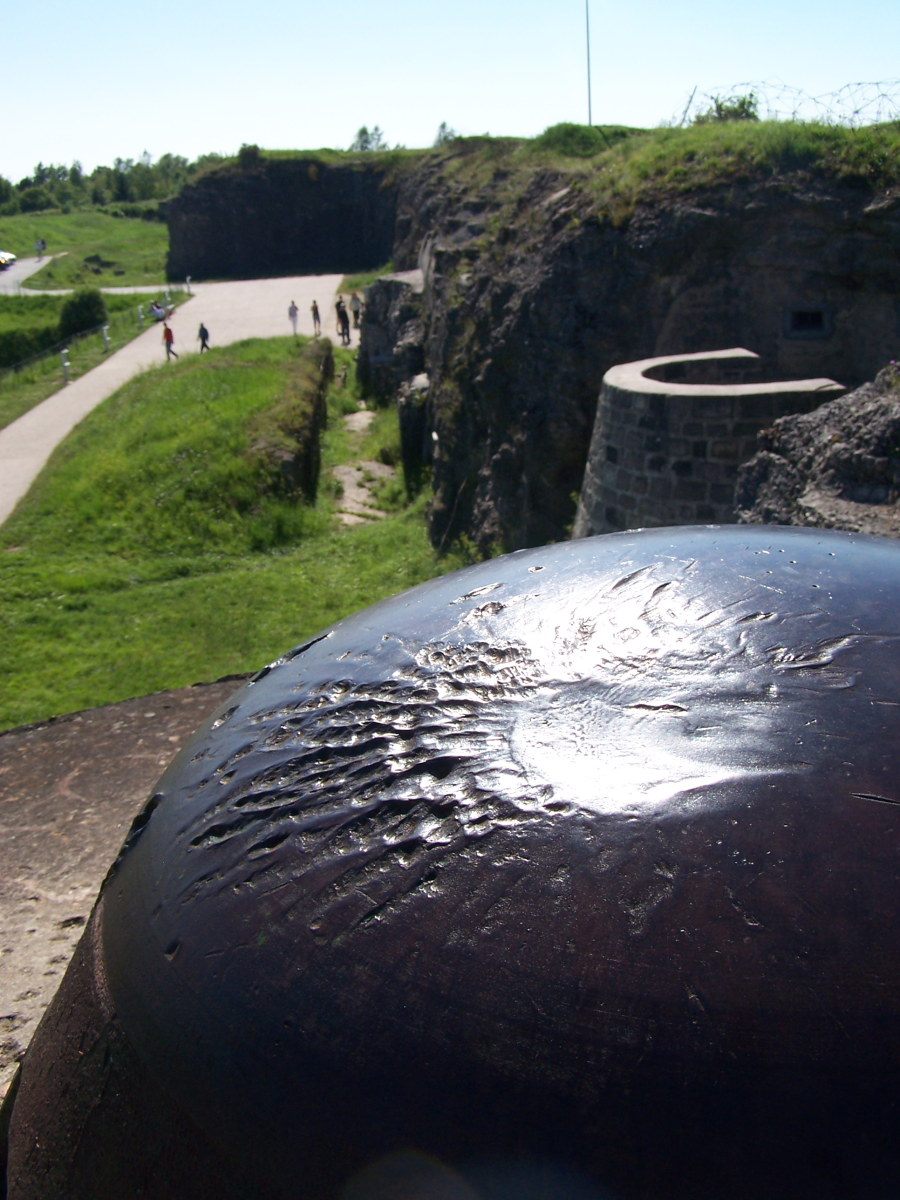
Fort Douaumont
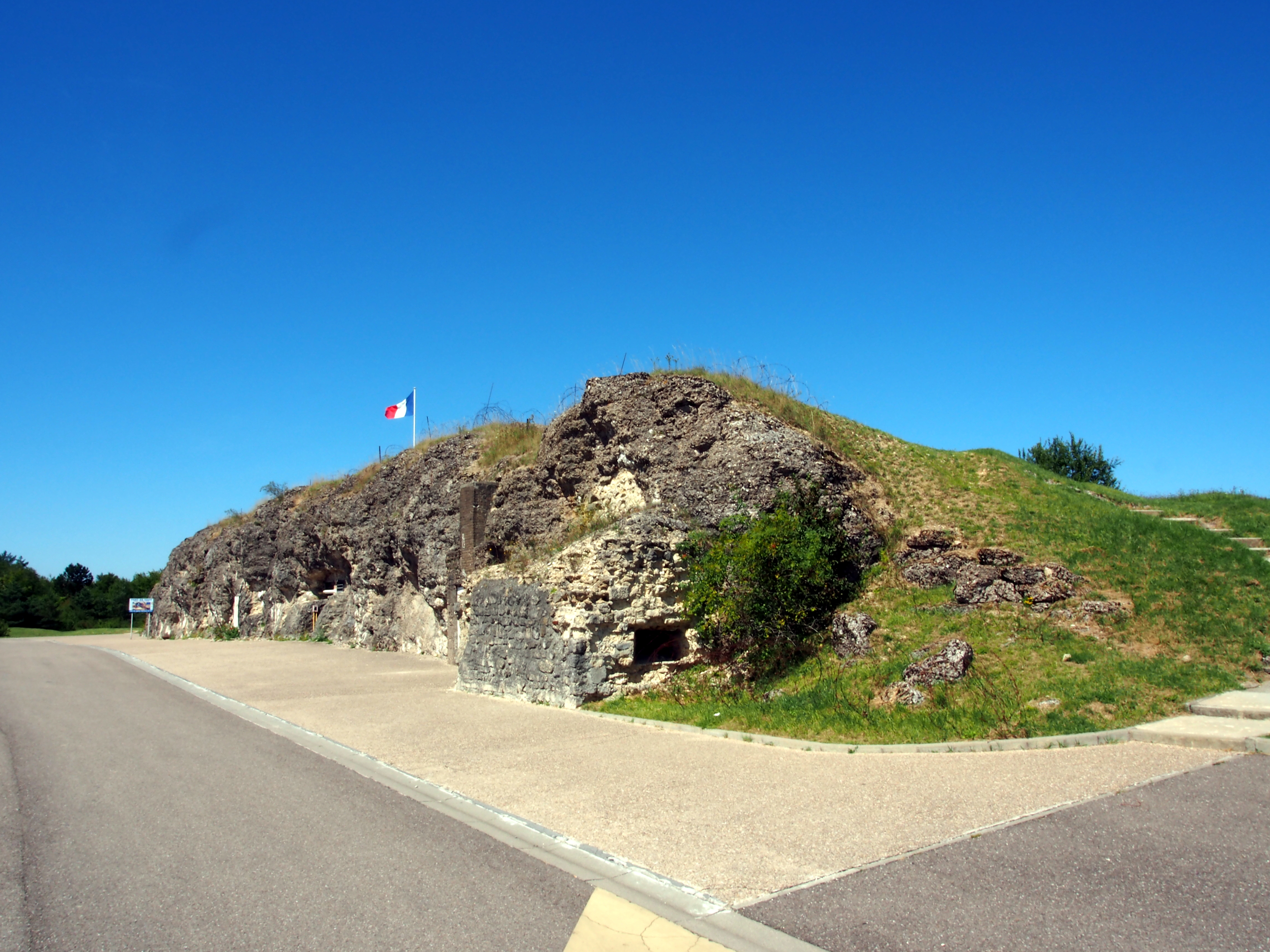
Fort Vaux